# Nave nella tempesta
Nave nella tempesta è un olio su tela realizzato da Henri Rousseau nel 1899. Si trova all'Orangerie di Parigi.

## Descrizione
Si tratta dell'unica opera pittorica di Rousseau dove è rappresentato il mare aperto: nonostante l'artista sostenesse di aver preso parte all'intervento francese in Messico, sembra che egli non abbia mai viaggiato via nave. Come si può facilmente notare, il veliero, un due alberi, batte bandiera francese.
Il quadro è firmato nell'angolo inferiore sinistro.